# Ladnu
Ladnu là một thành phố và khu đô thị của quận Nagaur thuộc bang Rajasthan, Ấn Độ.

## Nhân khẩu
Theo điều tra dân số năm 2001 của Ấn Độ, Ladnu có dân số 57.047 người. Phái nam chiếm 51% tổng số dân và phái nữ chiếm 49%. Ladnu có tỷ lệ 60% biết đọc biết viết, cao hơn tỷ lệ trung bình toàn quốc là 59,5%: tỷ lệ cho phái nam là 71%, và tỷ lệ cho phái nữ là 49%. Tại Ladnu, 17% dân số nhỏ hơn 6 tuổi.